# James B. Tapp
James Buckley Tapp (6 tháng 12 năm 1920 – 31 tháng 1 năm 2014) là một phi công người Mỹ thuộc Liên đoàn Chiến đấu số 15 trong Thế chiến thứ hai. Trong chiến tranh, Tapp đã thực hiện các nhiệm vụ chiến đấu tầm xa (VLR) từ Iwo Jima và được công nhận là đã bắn phá hủy 8 máy bay quân địch trong trận không chiến. Ông giải ngũ năm 1970 với quân hàm Đại tá, sau 29 năm phục vụ quân đội.

## Đầu đời
Tapp sinh ngày 6 tháng 12 năm 1920 tại Eveleth, Minnesota. Ông theo học và tốt nghiệp Trường cao đẳng Eveleth vào tháng 6 năm 1941. Trong thời gian học cao đẳng, ông tham gia học lái máy bay tại Chương trình Huấn luyện Phi công.

## Binh nghiệp
Tapp nhập ngũ vào Quân đoàn Không lực Lục quân Hoa Kỳ vào tháng 10 năm 1941 và sau khi tham gia Chương trình Học viên Sĩ quan Hàng không Quân đoàn Không lực Lục quân, ông nhận phù hiệu phi công và được phong hàm Thiếu úy vào đầu tháng 6 năm 1942.

### Thế chiến II

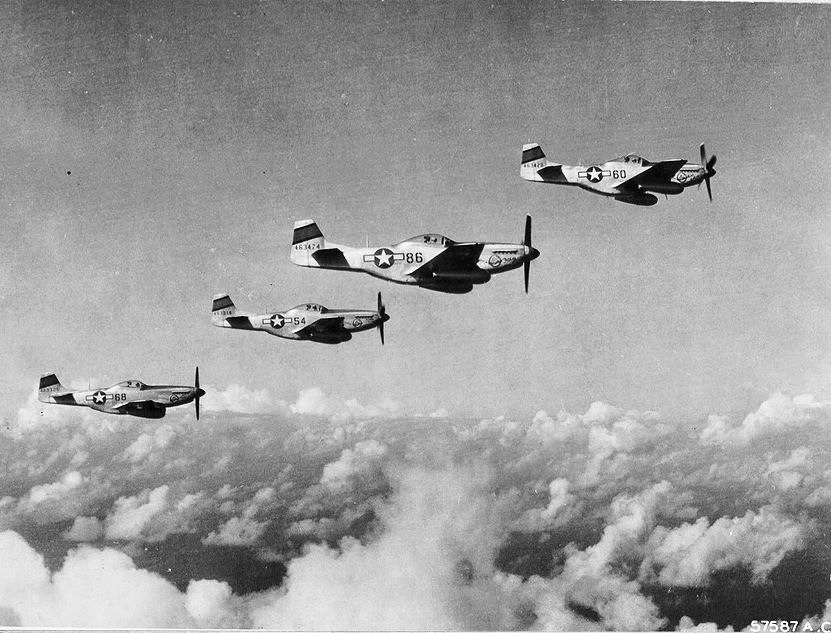
Những chiếc P-51D Mustang của Liên đoàn Chiến đấu số 15 thực hiện nhiệm vụ hộ tống

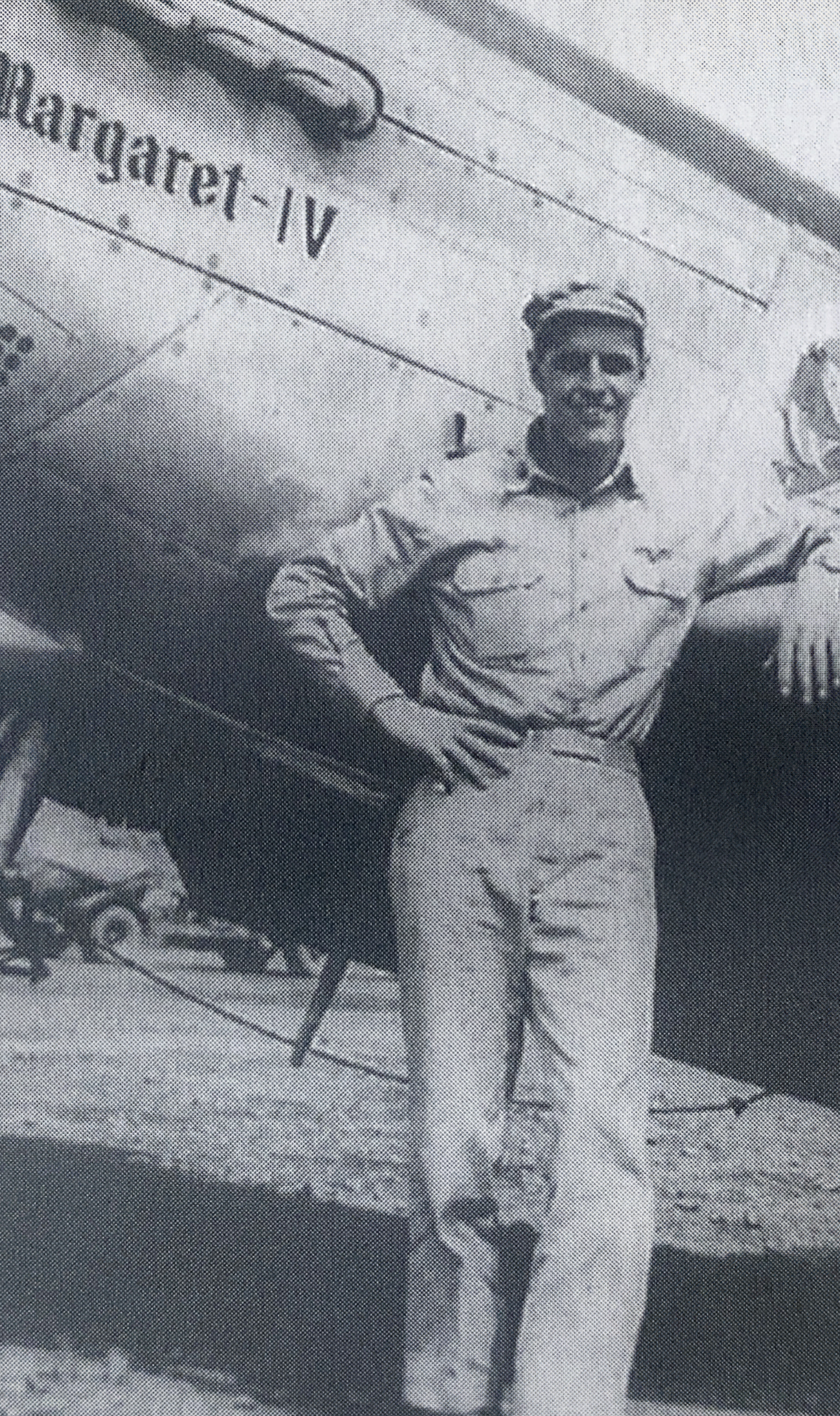
Tapp đứng bên chiếc P-51D

Sau khi hoàn thành việc chuyển đổi 30 ngày sang P-39 Airacobra, Tapp được phân công vào Phi đoàn Chiến đấu số 78 ở Quần đảo Hawaii và ở lại đơn vị trong ba năm. Năm 1944, phi đoàn chuyển sang chiếc North American P-51 Mustang và vào tháng 1 năm 1945, ông được phân công vào Liên đoàn Chiến đấu số 15 thuộc Bộ Tư lệnh Chiến đấu số VII. Cùng tháng, phi đoàn được cử đến Quần đảo Mariana và thực hiện các nhiệm vụ trong Trận Iwo Jima. Sau khi Thủy quân lục chiến Hoa Kỳ chiếm được Iwo Jima, Phi đoàn Chiến đấu số 78 đóng quân tại Không trường phía Nam ở Iwo Jima vào tháng 3 năm 1945.
Vào ngày 7 tháng 4 năm 1945, Bộ Tư lệnh Chiến đấu VII dẫn đầu nhiệm vụ tầm xa (VLR) đầu tiên trên Quần đảo Nhật Bản. Nhiệm vụ bao gồm 108 chiếc P-51 từ Liên đoàn Chiến đấu số 15 và 21 hộ tống 107 chiếc B-29 Superfortresses ném bom các nhà máy động cơ của Công ty hàng không Nakajima ở Musashino, Tokyo. Tapp dẫn đầu "Chuyến bay xanh" và lập tức đổ bộ sau khi đến Vịnh Tokyo, Tapp phát hiện một chiếc Kawasaki Ki-45 "Nick" hai động cơ đang cố gắng tấn công một chiếc B-29. Tapp đuổi theo và bắn hạ chiếc Ki-45 bằng cách bắn vào động cơ bên phải chiếc máy bay. Phi công yểm trợ của Tapp cũng bắn vào máy bay nhưng chiếc Ki-45 không bốc cháy hoặc ngoài vòng kiểm soát vì "Chuyến bay xanh" mất liên lạc và bay lên phía trên vị trí các chiếc B-29 ở độ cao 20.000 ft. Tapp sau đó phát hiện một chiếc Kawasaki Ki-61 "Tony" và bắn hạ chiếc máy bay này, đây là chiến công trên không đầu tiên của Tapp. Ông sau đó tấn công một chiếc Mitsubishi Ki-46 "Dinah" đang lao thẳng vào các chiếc B-29. Ông bắn hạ chiếc Ki-46 và người phi công yểm trợ thông báo khi chiếc Ki-46 rơi xuống đất. "Chuyến bay xanh" sau đó chuyển sang vị trí hộ tống và phát hiện bốn chiếc Mitsubishi A6M "Zeros" và Nakajima Ki-44 "Tojos". Tapp bắn hạ một trong số chiếc Ki-44. Sau khi kết thúc nhiệm vụ, Tapp được công nhận là bắn phá hủy 4 máy bay quân địch trong chiến đấu, trong đó ông có thể đã bắn phá hủy chiếc Ki-45, khiến ông trở thành người lập nhiều chiến công nhất trong nhiệm vụ. Ông được trao Huân chương Thập tự Phục vụ Xuất sắc và Phi đoàn Chiến đấu số 78 được trao Biểu dương Đơn vị Tổng thống đối với nhiệm vụ.
Vào ngày 12 tháng 4 năm 1945, các chiếc P-51 của Bộ Tư lệnh Chiến đấu VII tiếp tục dẫn đầu các chiếc B-29 tấn công các nhà máy động cơ của Công ty Hàng không Nakajima ở Tokyo. Tapp dẫn đầu chuyến bay P-51 ở sườn bên phải của đội hình hộ tống, phát hiện một chiếc Ki-61 bay bên dưới và bắn hạ nó. Trong lúc bắn hạ chiếc Ki-61, một số đầu đạn đuối tầm được bắn ra từ súng của chiếc P-51 của Tapp đã bị cuốn vào ống dẫn khí từ chiếc P-51 của phi công yểm trợ và làm hư hại bộ tản nhiệt, hậu quả trục trặc động cơ chiếc P-51. Vì vậy phi công yểm trợ nhảy dù thoát khỏi chiếc P-51 nhưng chiếc dù không mở ra khiến người này rơi xuống đất thiệt mạng. Việc bắn hạ chiếc Ki-61 trong nhiệm vụ là chiến công thứ tư của Tapp, vì một trong những chiến công của ông vào ngày 7 tháng 4 coi như có thể xảy ra. Tuy nhiên, Bộ Tư lệnh Chiến đấu VII đã xét lại những khẳng định của ông và thăng chiến công vào ngày 7 tháng 4 để xác nhận, nâng tổng chiến công của ông lên 5 và khiến ông trở thành phi công đầu tiên thuộc Không lực Lục quân Hoa Kỳ được công nhận là phi công ách khi thực hiện nhiệm vụ tầm xa trên bầu trời Nhật Bản cùng chiếc P-51 trong Thế chiến II.
Tapp sau đó lập chiến công thứ sáu vào ngày 19 tháng 4, khi ông bắn hạ chiếc Mitsubishi J2M "Jack" khi đang che chắn cho các chiếc P-51 của Liên đoàn Chiến đấu số 21 tấn công Không trường Atsugi ở Tokyo. Đến giữa tháng 4, ông kế nhiệm Thiếu tá James M. Vande Hey trở thành chỉ huy trưởng Phi đoàn Chiến đấu số 78.
Ngày 25 tháng 5, Tapp và phi công yểm trợ đã bắn phá hủy hai nhà chứa máy bay tại một không trường ở Matsudo khi dùng tên lửa trang bị cho các chiếc P-51 của họ. Trong cùng nhiệm vụ, ông bắn hạ một chiếc Ki-44, đây là chiến công thứ bảy của ông. Tapp lập chiến công thứ tám và cũng là chiến công cuối cùng vào ngày 29 tháng 5 khi ông bắn hạ một chiếc A6M 'Zero' trên không trường Atsugi. Trong nhiệm vụ này, các chiếc P-51 của Bộ Tư lệnh Chiến đấu VII đã bắn hạ tổng cộng 28 máy bay quân địch và tổn thất 3 chiếc P-51.
Trong Thế chiến thứ hai, Tapp được công nhận khi bắn phá hủy 8 máy bay quân địch và 3 chiếc bị hư hại trong trận không chiến. Khi phục vụ trong Liên đoàn Chiến đấu số 15, chiếc P-51 của Tapp được đặt theo tên người vợ tương lai của ông, mang tên "Margaret".

### Hậu chiến
Sau Thế chiến thứ hai, Tapp gia nhập Không quân Hoa Kỳ vừa thành lập và nhận bằng cử nhân về kỹ thuật hàng không từ Viện Công nghệ Không quân và bằng thạc sĩ về kỹ thuật điện từ Đại học Illinois. Ông thực hiện nhiều nghiên cứu và phát triển nhiệm vụ trong Không quân với nhiệm vụ cuối cùng là viên trưởng trường bắn tác chiến tại Căn cứ Không quân Vandenberg ở California, trước khi ông giải ngũ khỏi quân đội vào năm 1970 với quân hàm Đại tá Không quân.

## Gia đình

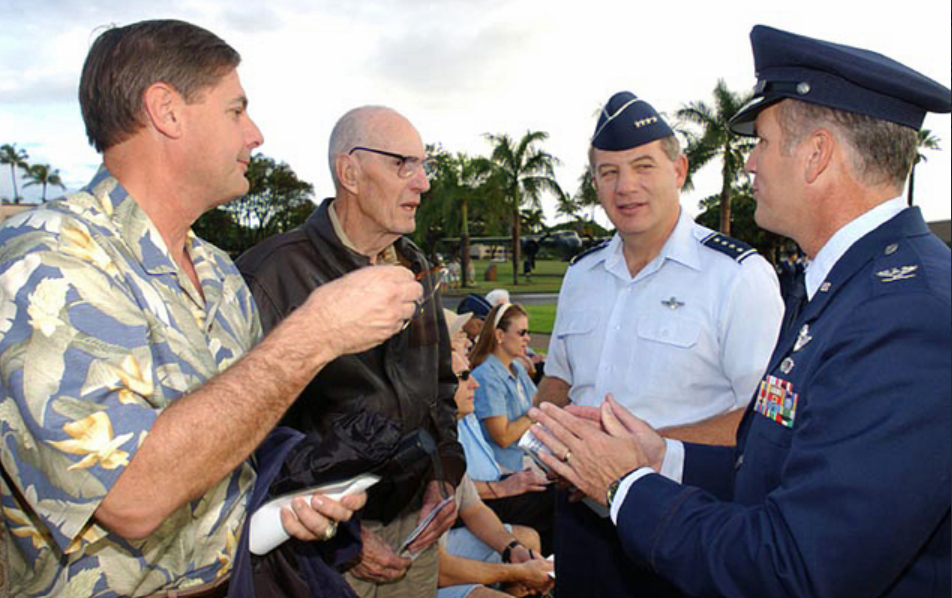
Tapp (thứ hai từ trái sang) cùng con trai (đầu tiên từ trái sang) tại Căn cứ Không quân Hickam ở Hawaii trong Ngày Tưởng niệm Trận Trân Châu Cảng (2003).

Tapp kết hôn với Margaret Mary Hobyan vào ngày 11 tháng 7 năm 1945. Họ có ba người con và một vài người cháu chắt. Sau khi giải ngũ khỏi Không quân Hoa Kỳ, Tapp sinh sống cùng gia đình ở Lompoc, California, trước khi chuyển đến Fort Collins, Colorado, vào năm 2000. Margaret Tapp qua đời vào ngày 24 tháng 10 năm 2006.
Tapp qua đời vào ngày 31 tháng 1 năm 2014, tại Bệnh viện Poudre Valley ở Fort Collins, ở tuổi 93. Ông được an táng bên cạnh vợ mình tại Nghĩa trang quốc gia Arlington.

## Thành tích
| Thời gian        | Số | Loại máy bay                                                                            | Vị trí          |
| ---------------- | -- | --------------------------------------------------------------------------------------- | --------------- |
| 7 tháng 4, 1945  | 4  | - 1 x Ki-45 "Nick" - 1 x Ki-61 "Tony" - 1 x Ki-46 "Dinah" - 1 x Ki-44 "Tojo" bị phá hủy | Tokyo, Nhật Bản |
| 12 tháng 4, 1945 | 1  | Ki-61 "Tony" bị phá hủy                                                                 | Tokyo           |
| 19 tháng 4, 1945 | 1  | J2M "Jack" bị phá hủy                                                                   | Tokyo           |
| 25 tháng 5, 1945 | 1  | Ki-44 "Tojo" bị phá hủy                                                                 | Matsudo         |
| 29 tháng 5, 1945 | 1  | A6M "Zeke" bị phá hủy                                                                   | Tokyo           |
| Tổng cộng        | 8  |                                                                                         |                 |

Nguồn:

## Huân chương
Huân chương của Tapp bao gồm:
|                                                   |             |                                                   |
|                                                   |             |                                                   |
|                                                   |             |                                                   |
| Silver oak leaf cluster · Bronze oak leaf cluster |             |                                                   |
|                                                   |             | Bronze star · Bronze star · Bronze star           |
|                                                   | Bronze star | Silver oak leaf cluster · Bronze oak leaf cluster |

| Phù hiệu phi công chỉ huy Không quân Hoa Kỳ          |                                                      |                                                                                   |
| Huân chương Thập tự Phục vụ Xuất sắc                 |                                                      |                                                                                   |
| Legion of Merit                                      | Huân chương Phi hành Xuất sắc                        | Huân chương Ngôi sao Đồng                                                         |
| Huân chương Không quân cùng 1 cụm lá sồi bạc và đồng | Huân chương Khen ngợi Không quân                     | Biểu dương Đơn vị Tổng thống                                                      |
| Huân chương Phục vụ Quốc phòng Hoa Kỳ                | Huân chương Chiến dịch Mỹ                            | Huy chương Chiến dịch Châu Á–Thái Bình Dương cùng 3 ngôi sao chiến dịch đồng      |
| Huân chương Chiến công Thế chiến II                  | Huân chương Phục vụ Quốc phòng cùng ngôi sao phục vụ | Huân chương Phục vụ Tuổi thọ Hàng không và Không gian cùng cụm lá sồi bạc và đồng |

### Huân chương Chữ thập Phục vụ Xuất sắc
Tapp, James B.
Thiếu tá (Quân đoàn Không quân), Không lực Lục quân Hoa Kỳ
Phi đoàn Chiến đấu số 78, Liên đoàn Chiến đấu số 15, Không quân số 7
Ngày chiến đấu: 7 tháng 4, 1945
Tuyên dương:
Tổng thống Hoa Kỳ, được ủy quyền bởi Đạo luật của Quốc hội, ngày 9 tháng 7 năm 1918, vinh dự trao tặng Huân chương Chữ thập Phục vụ Xuất sắc cho Thiếu tá (Quân đoàn Không quân) James Buckley Tapp, Không lực Lục quân Hoa Kỳ, vì sự dũng cảm phi thường liên quan đến hoạt quân sự chống lại quân địch có vũ trang khi là Phi công Máy bay chiến đấu P-51 thuộc Phi đoàn Chiến đấu số 78, Liên đoàn Chiến đấu số 15, Không quân thứ bảy, trong trận không chiến chống lại quân địch vào ngày 7 tháng 4 năm 1945, trong một cuộc không kích ở Tokyo, Nhật Bản. Vì là phi công của dòng máy bay tiêm kích trong nhiệm vụ B-29 được hộ tống đầu tiên trên bầu trời Đế quốc Nhật Bản, Thiếu tá Tapp đã thể hiện sự dũng cảm khiến ông ấy khác biệt với đồng đội của mình. Khi các máy bay ném bom tiếp cận mục tiêu, một lượng lớn máy bay quân địch xuất hiện để đánh chặn đội hình. Thiếu tá Tapp không do dự giao chiến với một nhóm máy bay tiêm kích của quân địch, bắn phá hủy một chiếc và giải tán những chiếc còn lại. Trở lại vị trí hộ tống, ông ấy phát hiện một chiếc B-29 với hai động cơ bị bắn xa, đang bị máy bay tiêm kích quân địch tấn công. Ngay lập tức, Thiếu tá Tapp tăng tốc tới phòng thủ máy bay ném bom và bắn phá hủy máy bay tấn công. Chiếc máy bay ném bom bị hỏng nặng, cùng với đội hộ tống nhỏ, sau đó bị một chuyến bay gồm 8 máy bay địch tấn công. Thể hiện lòng dũng cảm và kỹ năng lái máy bay điêu luyện, Thiếu tá Tapp giao chiến với quân địch vượt số lượng, tiêu diệt một người và định tuyến những kẻ khác, ngăn thiệt hại cho chiếc máy bay ném bom gặp nạn. Sau khi máy bay B-29 thả bom xuống mục tiêu, Thiếu tá Tapp thấy một máy bay quân địch khác. Đuổi theo, ông ấy tiếp tục giao chiến với quân địch để phá hủy chiếc máy bay địch thứ tư trong khoảng mười hai phút chiến đấu. Thể hiện lòng dũng cảm xuất sắc của Thiếu tá Tapp đã hỗ trợ máy bay B-29 hoàn thành nhiệm vụ. Lòng dũng cảm của ông ấy trong trận không chiến là phù hợp với truyền thống cao nhất của nghĩa vụ quân sự và phản ánh công trạng lớn lao của ông ấy, Không quân thứ 7 và Không lực Lục quân Hoa Kỳ.